# Поп Йоан
Поп Йоан е виден български книжовник от Враца, живял през XVIII в.
Има един негов познат ръкопис от 1788 година, в който помества три съчинения за българските светци – две жития за Иван Рилски и едно за Петка Търновска.
Оставя и една дълга летописна бележка, свързана с кърджалиите и борбата срещу тях (1787 година).